# 田宮村
田宮村（たみやむら）は、埼玉県北葛飾郡に存在した村。現在の杉戸町中部に位置する。

## 地理
- 川：中川、倉松川

## 歴史

### 村名の由来
当地が『新編武蔵風土記稿』などに見られる田宮荘に属したことによる。

### 沿革
- 1889年（明治22年）4月1日 - 町村制施行により、並塚村、大塚村、北蓮沼村、才羽村、広戸沼村、佐左衛門村、遠野村が合併して発足[注釈 1]。
- 1955年（昭和30年）2月11日 - 杉戸町・堤郷村・高野村と合併し、改めて杉戸町が発足。同日田宮村廃止。